# ماروتی سوزوکی

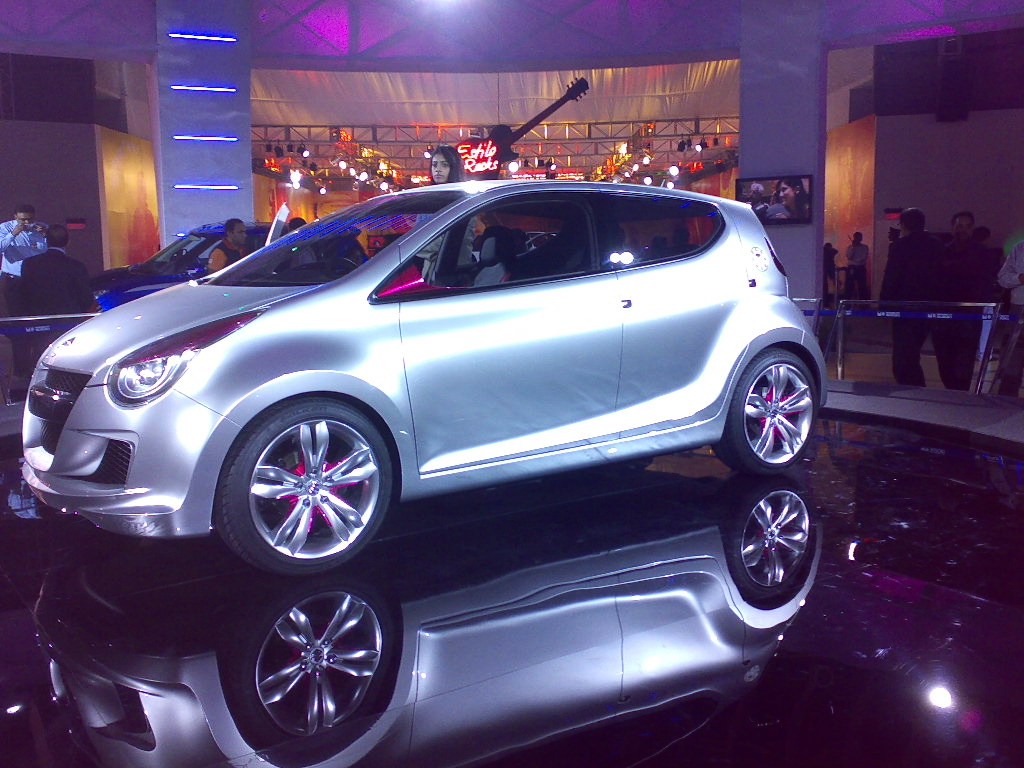
مدل ماروتی سوزوکی ای-استار در هنگام رونمایی، دهلی

ماروتی سوزوکی (به هندی: मारुति सुज़ूकी इंडिया लिमिटेड) شرکت خودروسازی هندی است، که به‌عنوان شرکت تابعه‌ای از سوزوکی فعالیت می‌کند و بزرگترین خودروساز در منطقه آسیای جنوبی به‌شمار می‌آید.
شرکت ماروتی سوزوکی در سال ۱۹۸۱ از مشارکت انتفاعی دولت هند و شرکت خودروسازی سوزوکی تأسیس شد. نخستین خودرو تولیدشده ماروتی ۸۰۰ نام داشت، که برپایه سوزوکی آلتو در سال ۱۹۸۲ ساخته شد. ماروتی سوزوکی نخستین شرکتی است که توانسته در هند بیش از یک میلیون دستگاه خودرو ساخته و به‌فروش برساند. این شرکت در ماه فوریه ۲۰۱۲، خودروی ۱۰ میلیونم خودروی خود را نیز به‌فروش رسانید. دفتر مرکزی شرکت ماروتی سوزوکی در شهر دهلی نو قرار دارد.
در سال ۲۰۰۷ با فروش سهام دولت هند در ماروتی سوزوکی و واگذاری آن به بخش خصوصی هند، فرایند خصوصی‌سازی این شرکت آغاز شد و در ماه سپتامبر ۲۰۱۰ درپی تکمیل فرایند، نام آن از ماروتی اودیونگ به ماروتی سوزوکی تغییر یافت. هم‌اکنون شرکت سوزوکی با در اختیار داشتن ۵۴ درصد از سهام این شرکت، بزرگترین سهام‌دار آن محسوب می‌شود. شرکت ماروتی سوزوکی اکنون ۴۲٪ درصد از سهم فروش بازار خودرو هند را در اختیار دارد.